# Убийство в Неммерсдорфе
Убийство в Не́ммерсдо́рфе (нем. Massaker von Nemmersdorf) — события, произошедшие 21 октября 1944 года в немецком населённом пункте Неммерсдорф (ныне Маяковское, Калининградская область), в ходе которых, по современным данным, было убито от 19 до 30 человек из числа мирных жителей этой деревни после того, как Красная армия заняла этот населённый пункт.
По поводу числа жертв и обстоятельств гибели существуют различные мнения. Это событие считалось первым задокументированным свидетельством насилия в отношении мирного населения на территории Германии, которое было использовано германской пропагандой для мобилизации немецкого народа на «борьбу против большевизма».

## События 21—23 октября
Неммерсдорф был одним из первых населённых пунктов в Восточной Пруссии, занятых советскими войсками. В посёлке проживало около 600 человек, однако к утру 21 октября большинство жителей было эвакуировано. Неммерсдорф находился на левом берегу реки Ангерапп и представлял собой укреплённый пункт с оборудованными дотами, окопами, колючей проволокой и противотанковым рвом. К посёлку вёл мост длиной 45 метров.
Утром 21 октября 1944 года произошёл бой за Неммерсдорф — после захвата моста деревня была занята 25-й гвардейской танковой бригадой. В бою принимал участие рядовой-бронебойщик Сабир Ахтямов, позднее написавший о своём участии в боях за Неммерсдорф (в воспоминаниях о гражданских лицах в Неммерсдорфе не упоминается).
Из-за быстрого продвижения советских войск часть обозов с немецкими беженцами не успела перебраться на другой берег до захвата моста. В тот же день немецкая авиация начала бомбардировки посёлка, и группа немецких жителей укрылась в бомбоубежище. Согласно показаниям свидетельницы Герды Мешулат, в бункере находилось 11 человек, в том числе четверо детей. После начала бомбардировки в бункер спустились несколько красноармейцев. Вечером прибыл офицер, который приказал жителям покинуть бункер, после чего они были расстреляны. Сама Герда Мешулат осталась жива.
22 октября немецкие войска (части танковой дивизии «Герман Геринг», 413-го моторизованного полка и фольксштурма) предприняли несколько атак на Неммерсдорф. Советское командование посчитало, что существует опасность окружения, и генерал Черняховский отдал приказ об отступлении. 23 октября Неммерсдорф был занят немецкими войсками.

## Реакция
24—25 октября в Неммерсдорф прибыли представители немецкого Генштаба, НСДАП, СС и военные репортёры. Было составлено два рапорта от 25 и 26 октября. В первом рапорте содержалась информация относительно Неммерсдорфа и Туттельна.
27 октября в газете «Фёлькишер Беобахтер» вышла статья «Ярость советских бестий» с подробными описаниями убийств. Согласно этой публикации 62 немки были изнасилованы, некоторые многократно, а потом убиты.
31 октября на заседании международной комиссии под председательством эстонского националиста Хяльмара Мяэ выступили свидетели. Одним из выводов комиссии было утверждение о том, что «почти все молодые женщины подверглись изнасилованию». Комиссия сделала заключение, согласно которому «действия большевиков нарушают нормы ведения войны».
Убийство мирных жителей в Неммерсдорфе широко использовалось германской пропагандой. В газетах, радиопередачах, в кинотеатрах, освещались и демонстрировались материалы, посвящённые данным событиям, что панически воздействовало на население.

## Послевоенные сообщения
Бернхард Фиш, принимавший участие в боях за Неммерсдорф (впоследствии выпустивший несколько книг и статей), в своей книге «Nemmersdorf, October 1944: What actually happened in East Prussia» (в которой также приведена и советская точка зрения на эти события) указывает, что увидел в Неммерсдорфе совсем другую картину, чем это было представлено в «Die Deutsche Wochenschau». Сравнив воспоминания советских и немецких очевидцев (в частности, приведены воспоминания бывшего командующего 11-й гвардейской армией К. Н. Галицкого), он отметил некоторые детали, что по его мнению:
1. Немецкие оборонительные позиции в районе Неммерсдорфа были заранее ослаблены, что может указывать на спланированную ловушку для советских войск;
2. После обнаружения тел немецкой стороной не было предпринято ни одной попытки их идентификации.

Бернхард Фиш также считает, что по его мнению, на снимках представлены тела жертв из нескольких деревень Восточной Пруссии, он также указывает на имеющиеся, по его версии, нестыковки в изложении событий ранними источниками, которые могут свидетельствовать о том, что события в Неммерсдорфе могли быть сознательно организованной немецкой провокацией.
Историки Карл-Хайнц Фризер и Ян Кершоу критикуют исследования Фиша за однобокое и избирательное толкование источников, противоречащих версии Фиша, и за то, что его исследования основаны почти исключительно на устных сообщениях живущих сегодня свидетелей (при явно неполном и избирательным опросе очевидцев), чья интерпретация событий по истечении времени слишком положительна по отношению к Красной армии.
Историк Игорь Петров отмечает, что, хотя против версии о провокации говорит ряд свидетельских показаний, соображения Фиша не могут быть полностью отброшены и заслуживают внимания.
В статье на сайте немецкого телевидения (2001) указывается, что изнасилований, возможно, не было, а убийства были использованы нацистской прессой, чтобы возбудить у людей страх перед советскими войсками. Хельмут Хоффманн (Helmut Hoffman), служивший в то время фельдфебелем в 413-м моторизованном батальоне и одним из первых прибывший на место происшествия, считает, что немецкая пропаганда действительно преувеличивала: «Если пишут, что женщин прибили на кресты — то это огромная ерунда. Ни одна женщина не была изнасилована. Как они лежали, когда были сняты камерой, — это было сделано после. Платья были задраны вверх или вниз». Гоффманн также заявил, что некоторые жертвы, возможно, были убиты с большого расстояния. С момента, когда в село вошли немецкие войска, до появления прессы прошло несколько дней — достаточно времени, чтобы жестокую действительность сделать ещё более жестокой.